# 4-Methoxyacetophenon
4-Methoxyacetophenon, auch p-Acetylanisol oder kurz Acetanisol, ist ein Methylketon des Anisols. Die Struktur leitet sich von der des Anisols ab und besitzt zusätzlich eine Acetylgruppe in para-Position zur Methoxygruppe. Es besitzt einen angenehm süßlichen Geruch, ähnlich dem von Weißdorn-Blüten bzw. Anisaldehyd.

## Vorkommen und Verwendung
In der Natur kommt es in Bibergeil, einem Drüsensekret des Bibers, vor. Es ist Nebenbestandteil von Medikamenten und wird als Riechstoff, zum Beispiel in Deodorants, verwendet.

## Darstellung
Acetanisol wird aus Anisol und Acetylchlorid in einer Friedel-Crafts-Acylierung synthetisiert:
Eine umweltfreundlichere Alternative zur Verwendung von Aluminiumtrichlorid als Katalysator der Friedel-Crafts-Acylierung stellt die Katalyse mit Zeolithen dar.

## Eigenschaften
Acetanisol ist eine farblose, kristalline Substanz mit süßem Geruch. Die Kristalle schmelzen schon bei geringer Erwärmung (ca. 38 °C).

## Toxikologie
In Studien mit Ratten bzw. Kaninchen wurden LD50-Werte von 1720 mg·kg−1 (oral) bzw. > 5000 mg·kg−1 (perkutan) ermittelt. Bei Untersuchungen im Jahr 1985 mit Menschen und Mäusen erzeugte die Substanz eine Erhöhung von Pulsfrequenz und Blutdruck beim Menschen sowie bei den Mäusen Schläfrigkeit und Muskelschwäche.